# 索尔博塞尔皮科
索尔博塞尔皮科（義大利語：Sorbo Serpico），是意大利阿韦利诺省的一个市镇。总面积8.01平方公里，人口572人，人口密度71.4人/平方公里（2009年）。ISTAT代码为064102。